# Фиске, Гертруда
Гертруда Фиске (англ. Gertrude Fiske, полное имя Gertrude Horsford Fiske; 1879—1961) — американская художница-импрессионистка, пейзажист и ведущая художница Бостонской школы.
Была членом-учредителем Гильдии бостонских художников и Художественных ассоциаций Конкорда, (штат Массачусетс) и Огунквит (штат Мэн). Она также была ассоциированным членом Национальной академии дизайна в Нью-Йорке и первой женщиной, назначенной в Государственную комиссию по искусству штата Массачусетс (англ. Massachusetts State Art Commission) в 1929 году. Гертруда Фиске известна портретной, сюжетной, пейзажной и натюрмортной живописью. Не так хорошо известная в настоящее время, как некоторые из её современников, она была успешной художницей и получила довольно много наград. Некоторые исследователи её творчества считают, что картины Фиске, по крайней мере, равны по таланту работам Эдмунда Тарбелла и так же хороши, как и полотна Мэри Кассат.

## Биография
Родилась 16 апреля 1879 года в Бостоне в семье известного местного адвоката и была одной из шести детей в богатой бостонской семье. Получив образование в лучших школах Бостона, она была наездницей и серьёзным игроком в гольф: команда заняла 1-е место на чемпионате штата Массачусетс по любительскому гольфу в 1901 году. В 1904 году в возрасте 25 лет поступила в Школу Бостонского музея изящных искусств и стала одной из немногих учениц, закончивших семилетний курс обучения. Училась у Эдмунда Тарбелла, Фрэнка Бенсона и Филиппа Хейла. В дополнение к формальному обучению в школе, Фиске провела лето в Оганкуите, штат Мэн, в компании коллег-художников, которые сделали побережье анклавом своего творческого пространства. Среди них был Чарльз Вудбери, влияние которого на творчество Фиске невозможно переоценить. Именно он посоветовал молодой художнице «рисовать глаголами, а не существительными» (англ. «paint in verbs not in nouns»). На её раннюю работу большое влияние оказала эта его эстетика. В 1912-13 годах Фиске проводила время, путешествуя по Франции и делая наброски будущих картин.
Гертруда Фиске была соучредителем Гильдии бостонских художников в 1914 году и Бостонского общества граверов (Boston Society of Etchers) в 1917 году. В 1928 году она стала соучредителем общества Ogunquit Art Association. Во время Великой депрессии Фиске сохранила свое членство в Национальной академии дизайна.
Художница создала ряд портретов мужчин и женщин, часто изображала характерные персонажи Новой Англии (включая ремесленников, почтальонов, рыбаков и священнослужителей) в стиле, популярном в течение 1920-х годов. Также Фиске писала пейзажи, в том числе Ривер-Бич (Revere Beach), каменный карьер в Уэстоне, штат Массачусетс, и военно-морскую верфь в Портсмуте, штат Нью-Гэмпшир. Её работы получили около 18 престижных наград, а картина The Carpenter выиграла приз Томаса Кларка от Национальной академии дизайна. В 1915 году она получила серебряную медаль за картину «Тень» на Панамо-тихоокеанской международной выставке в Сан-Франциско. К 1935 году картины Фиске появлялись в 11 показах, на которых она была единственной женщиной-художницей.
Произведения Гертруды Фиске находятся во многих местах США, включая Пенсильванскую академию изящных искусств, Чикагский институт искусств, Национальную академию дизайна, Галерею Коркоран, Художественный музей Кливленда, Музей Род-Айлендской школы дизайна.
Умерла в 1961 году в Уэстоне, штат Массачусетс.
Картины Гертруды Фиске были предметом выставки «Gertrude Fiske: American Master», прошедшей в Портсмуте в апреле-сентябре 2018 года в центре Discover Portsmouth; мероприятие было организовано обществом Portsmouth Historical Society, его куратором являлся Лейни Маккартни (Lainey McCartney).

## Творчество
Фиске имела достаточно средств, чтобы не беспокоиться о заработке и больше времени уделять творчеству. Художница также обладала основным свойством — талантом, способностью увидеть и передать с помощью рисунка движение, жест и свет, уловить и отобразить на полотне тонкие нюансы смелой энергии, не угасшей со временем, о которой писали искусствоведы, изучавшие её работы в первые годы двадцатого века. В начале двадцатого века женщин в области изящных искусств было не слишком много, поэтому успех Фиске для многих из них был эталоном. Несмотря на радушие, с которым Бостонская школа распахивала свои двери для художниц, их творчество приветствовалось, если они соблюдали принятые нормы: традиционную технику рисования и композиции; совмещали понимание мастеров прошлого вместе с новым веянием — импрессионизмом с его светящимися цветами и мимолетными моментами. Готовность «рисовать в рамках» социального протокола Бостонской школы, не выходить за них и соблюдать условности, создавая образы пусть в сложной, но сдержанной и банальной манере — всё это поощрялось, приветствовалось и сопутствовало успеху. Некоторые художницы сопротивлялись этому отсутствию аутентичности и стремились к собственному независимому видению.
Первая мировая война изменила взгляд на условности, а движение за женское избирательное право дало им новое чувство собственного достоинства, расширение прав, возможность выразить или воплотить собственные амбиции независимо от прямого участия в этом движении. Гертруда Фиске — яркий пример человека, воодушевленного собственным социальным контекстом, а её смелая работа в искусстве — свидетельство перемен. В результате выхода за рамки условностей она воспроизвела блестящие и неожиданные образы женщин в первые годы двадцатого века. Пассивные, домашние, внутренние сцены не привлекают её внимания. Многие из её моделей позируют на открытом воздухе в убедительных композициях, открывающих обретённую свободу. В её работах появляется более уверенная в себе женщина, и этот образ отражает её собственную растущую уверенность. В картине Фиске «Беттина» привлекают смелый выбор цвета, прозаичная композиция, честность в позе и жестах натурщицы, что делает её настоящей женщиной того времени. Гениальность этого изображения заключается в балансе, который художница создаёт между стилизованным фоном и столь же мощным объектом. Из-под её кисти выходит ряд динамичных, глубоких, смелых и захватывающих картин: «Обнаженная в интерьере», «Райская птица», «Спящая обнаженная» и другие. В них художница подчеркивает самостоятельное место женщин в обществе и предлагает их необычное изображение. На первый план выходят не стиль, красота или изысканность как компонент сцены, женщины сами становятся сценой, рассказывая свои истории языком тела. Нередко Фиске рисует своё отражение в зеркале, показывая смелого и талантливого художника за работой, чтобы подчеркнуть важность своей профессии.